# Трошев, Виктор Васильевич
Ви́ктор Васи́льевич Тро́шев (27 декабря 1924 — 24 ноября 2018) — советский и российский фотожурналист, заслуженный работник культуры Карельской АССР (1974), заслуженный работник культуры РСФСР (1985).

## Биография
Родился в деревне Кяппесельга, отец работал сплавщиком леса. Семья переехала в Петрозаводск, где Виктор окончил школу. Отец умер в 1935 году.
С началом Великой Отечественной войны семья была эвакуирована из Петрозаводска в Свердловскую область. Работал на оборонном заводе грузчиком, кочегаром. В августе 1942 года был призван в армию, служил пулемётчиком, миномётчиком, был дважды ранен. Награждён двумя Орденами Славы и Орденом Отечественной войны 2 степени. Победу встретил в Вене сержантом-командиром миномётного расчёта. После окончания войны продолжил службу в армии.
Демобилизовавшись, вернулся в Петрозаводск. В 1950—2000 годах работал фотокорреспондентом в газетах «Юный ленинец», «Военная газета», «Комсомолец», «Neuvosto Karjala», «Oma Mua».
Лауреат премии Союза журналистов Карелии «За мастерство и достоинство», лауреат журналистской премии имени К. С. Еремеева.